# Hälsans stig - Liljeholmen och Gröndal

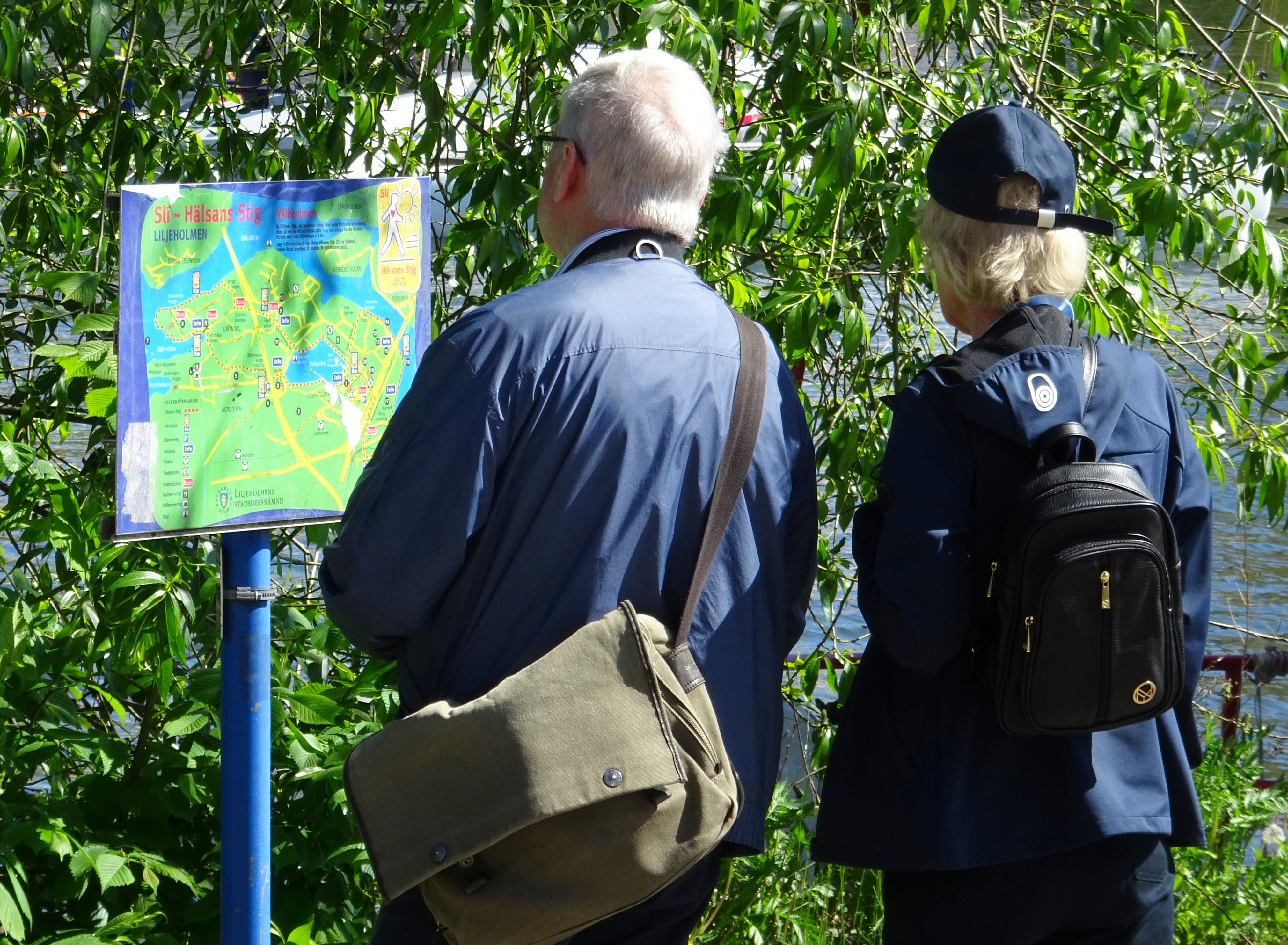
Informationsskylt vid Liljeholmshamnen.

Hälsans stig runt Liljeholmen och Gröndal är en av Sveriges Hälsans stigar som sträcker sig genom stadsdelarna Liljeholmen och Gröndal i Stockholm. Stigen är åtta kilometer lång och invigdes den 7 maj 1999. 

## Beskrivning
Stigen är uppdelad i två slingor: en östlig som sträcker sig runt Liljeholmen, längs Liljeholmsviken och sjön Trekanten samt en västlig slinga som går runt Gröndal och längs med Essingesundet. Stigen kom till på initiativ av Liljeholmens stadsdelsnämnd som lade den längs med stadsdelens natursköna och kulturhistoriskt intressanta områden. 
Stigen markeras genom kilometer-markeringar som finns uppsatta med en kilometers avstånd (2020 var flera försvunna). Dessutom finns översiktstavlor längs med stigen. Meningen är att man ”haka på” där man vill. Längs slingan finns två badplatser: Trekantsbadet och Örnbergets klippbad.
På grund av nyanlagda strandpromenader och nybyggda bostadsområden, bland annat Liljeholmskajen och Gröndal Strand, kommer stigen få en delvis ny sträckning.

## Besöksmål längs stigen (urval)

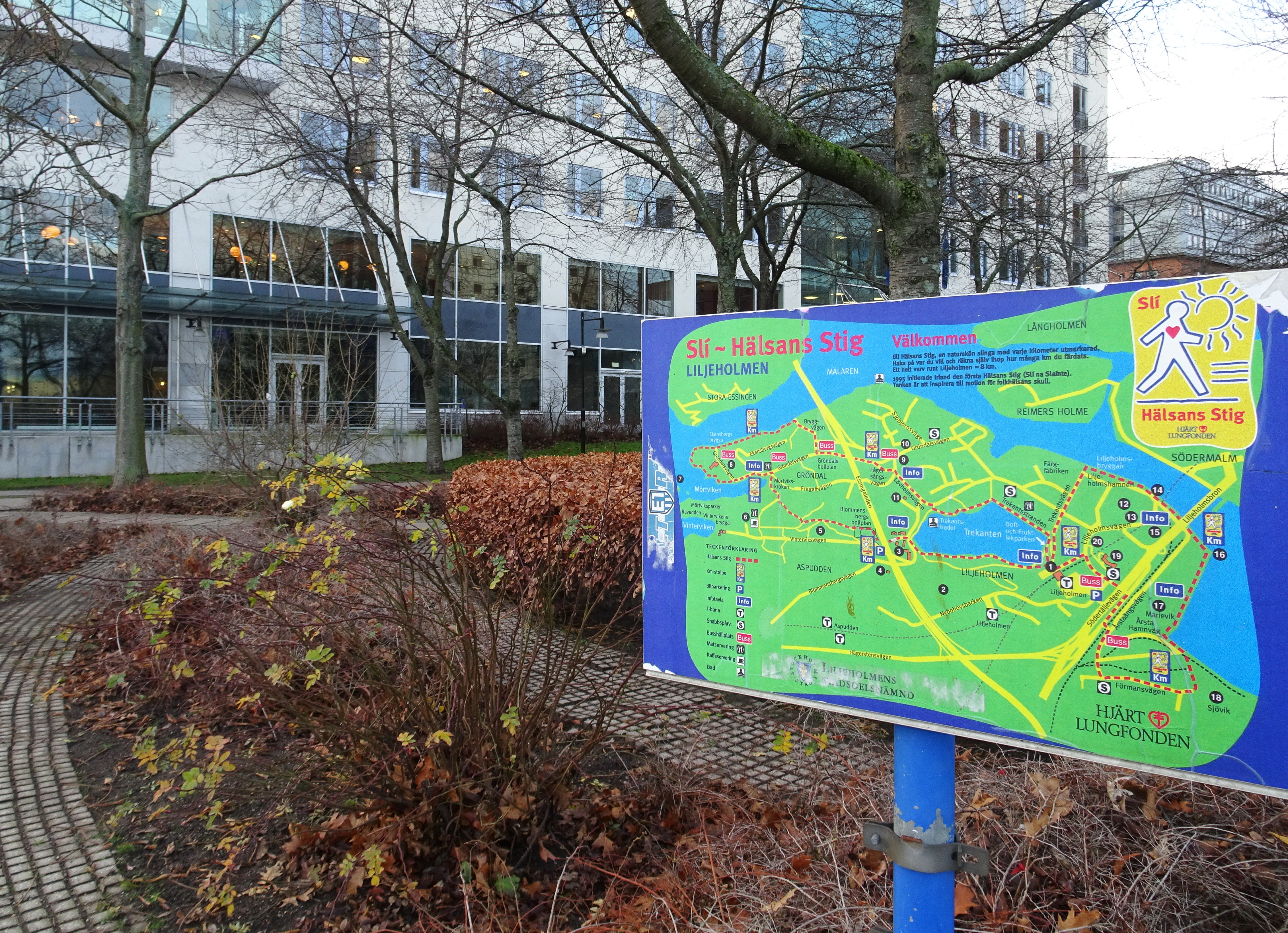
Informationsskylt i Marievik.

### Liljeholmsslingan
- Beckers färgfabrik
- Cementa
- Liljeholmens församlingshus
- Liljeholmshamnen
- Liljeholmskajen
- Liljeholmens municipalhus
- Liljeholmens godsstation
- Liljeholmens folkskola
- Liljeholmens tunnelbanestation
- Liljeholmsbron
- Lövholmen
- Marievik
- Stora Katrinebergs gård

### Gröndalsslingan
- Ekensbergs Varv
- Ekensbergs värdshus
- Fruktparken
- Gröndalshamnen
- Gröndals kyrka
- Mörtviken
- Nynäs
- Gröndals Stjärnhus
- Gula Villan
- Stora Fågelsången
- Terrasshuset
- Trekanten
- Vinterviken

### Bilder

Liljeholmsslingan
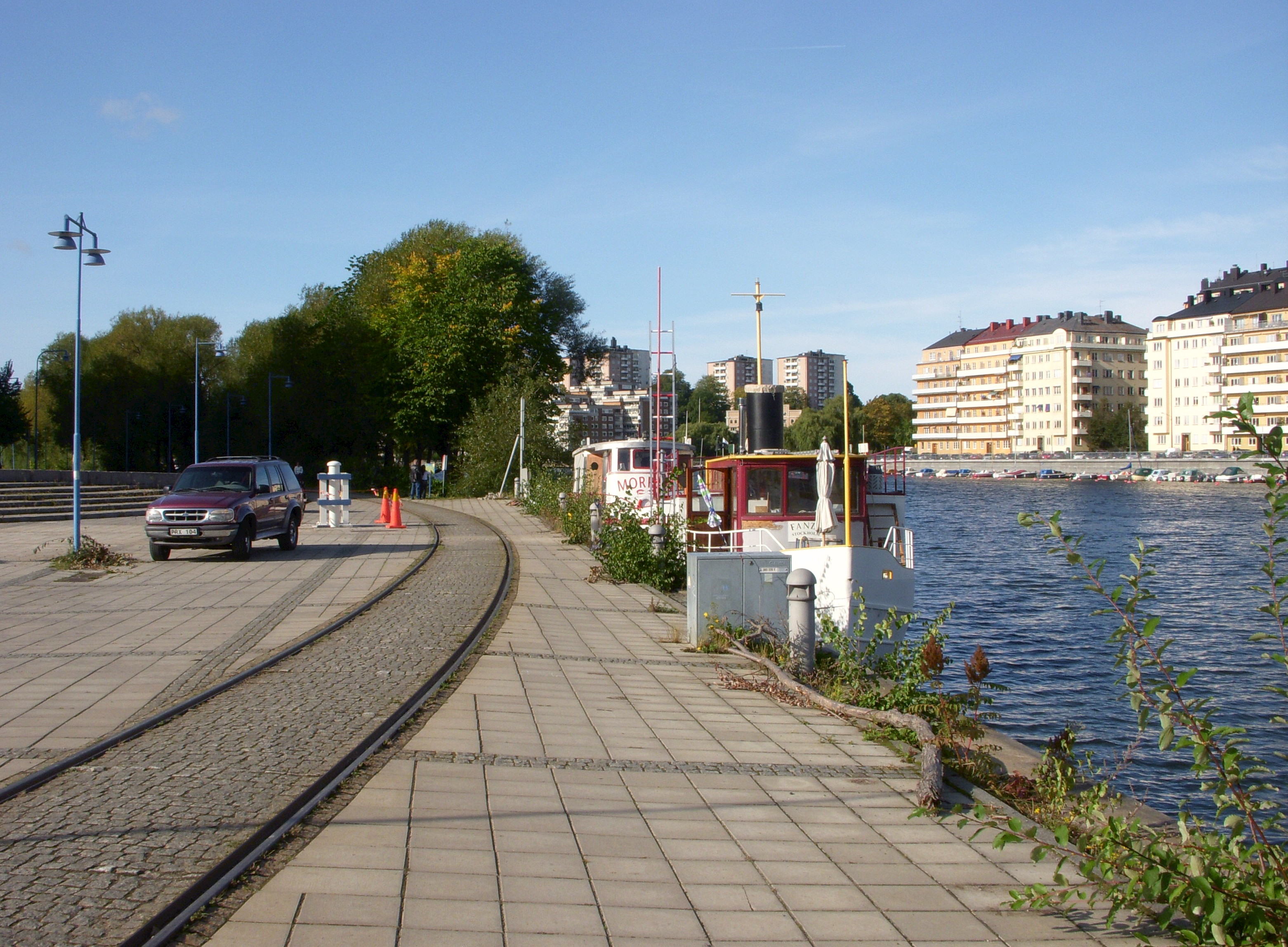
Liljeholmshamnen.
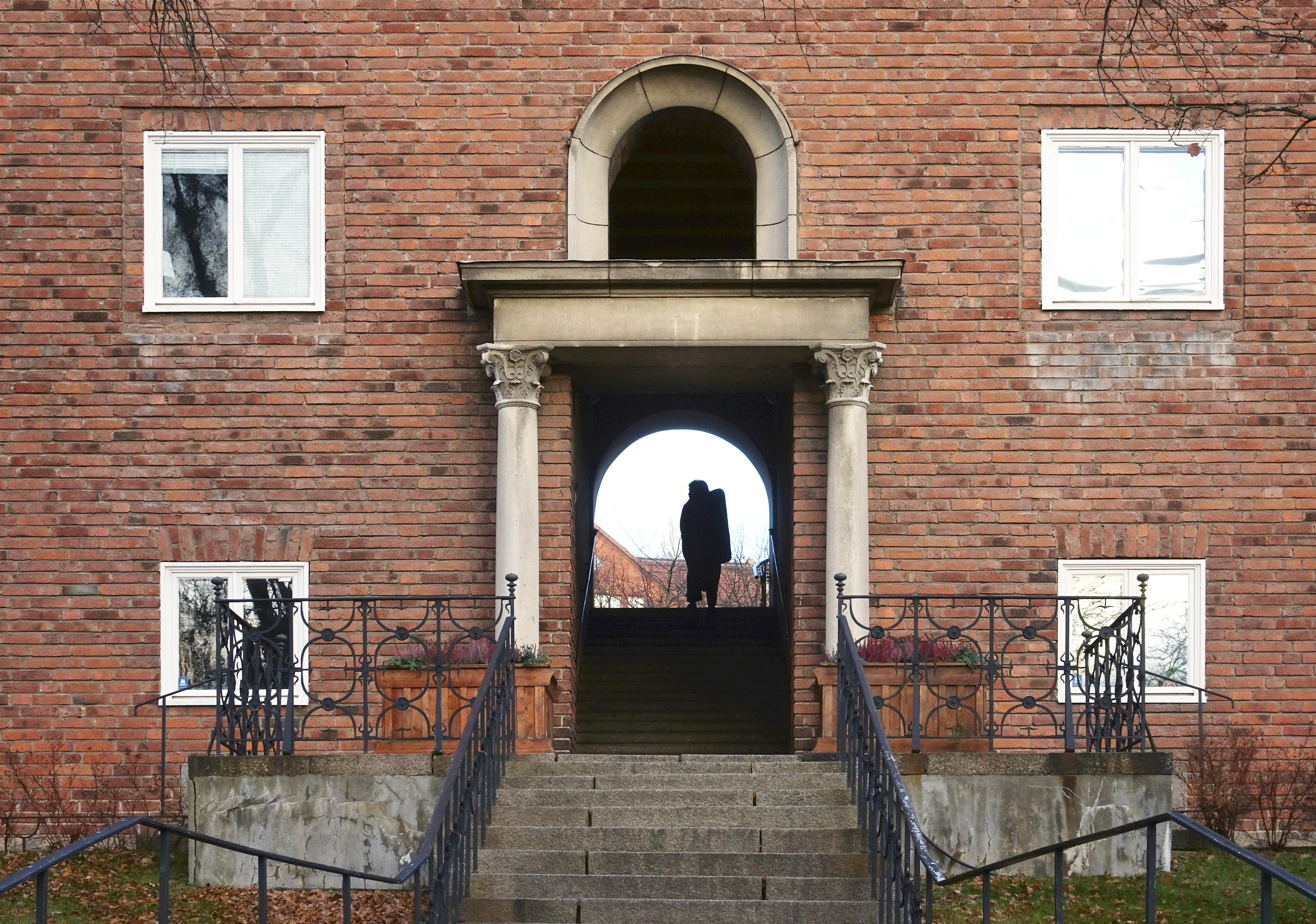
Före detta Liljeholmens församlingshus.
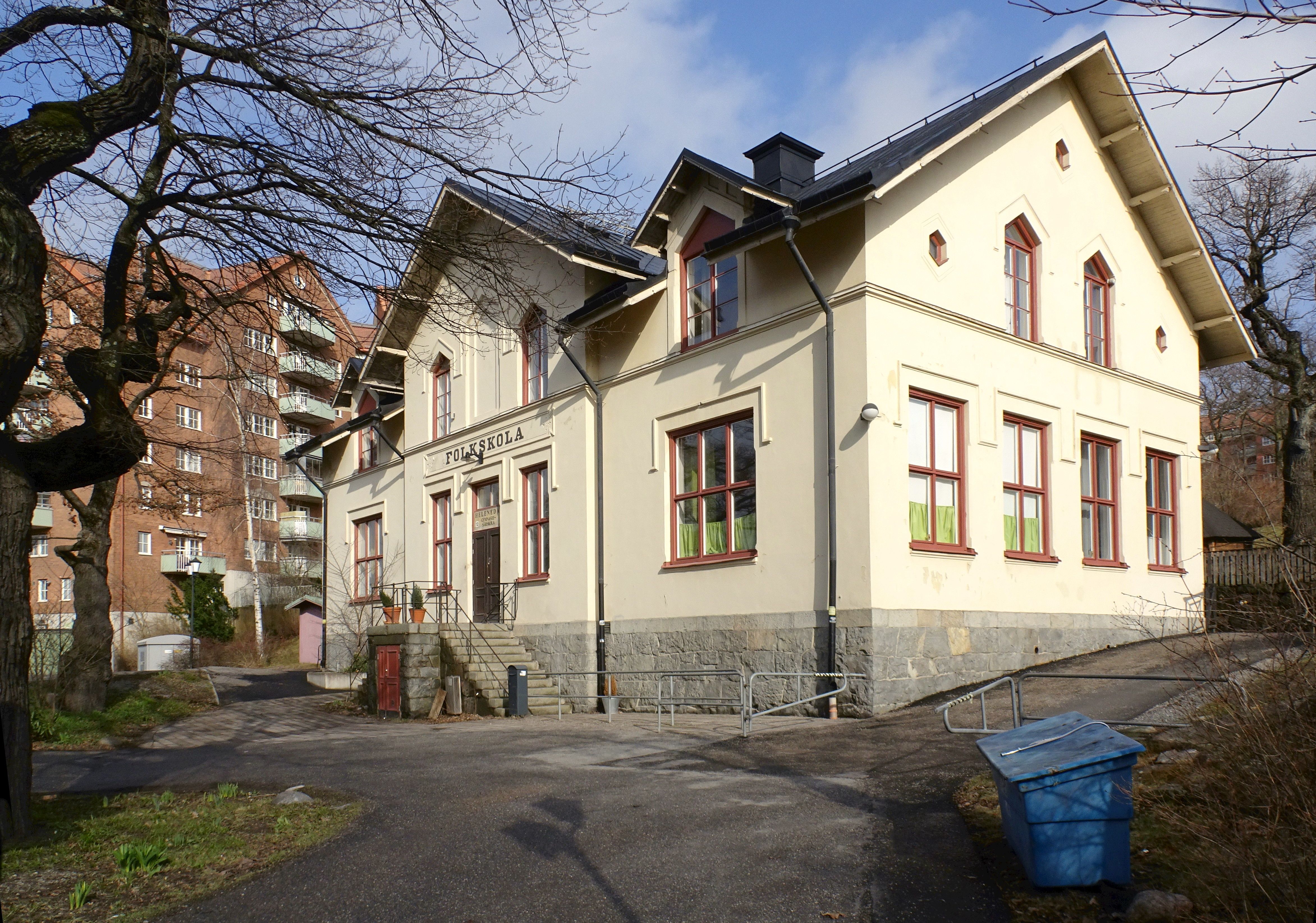
Före detta Liljeholmens folkskola.
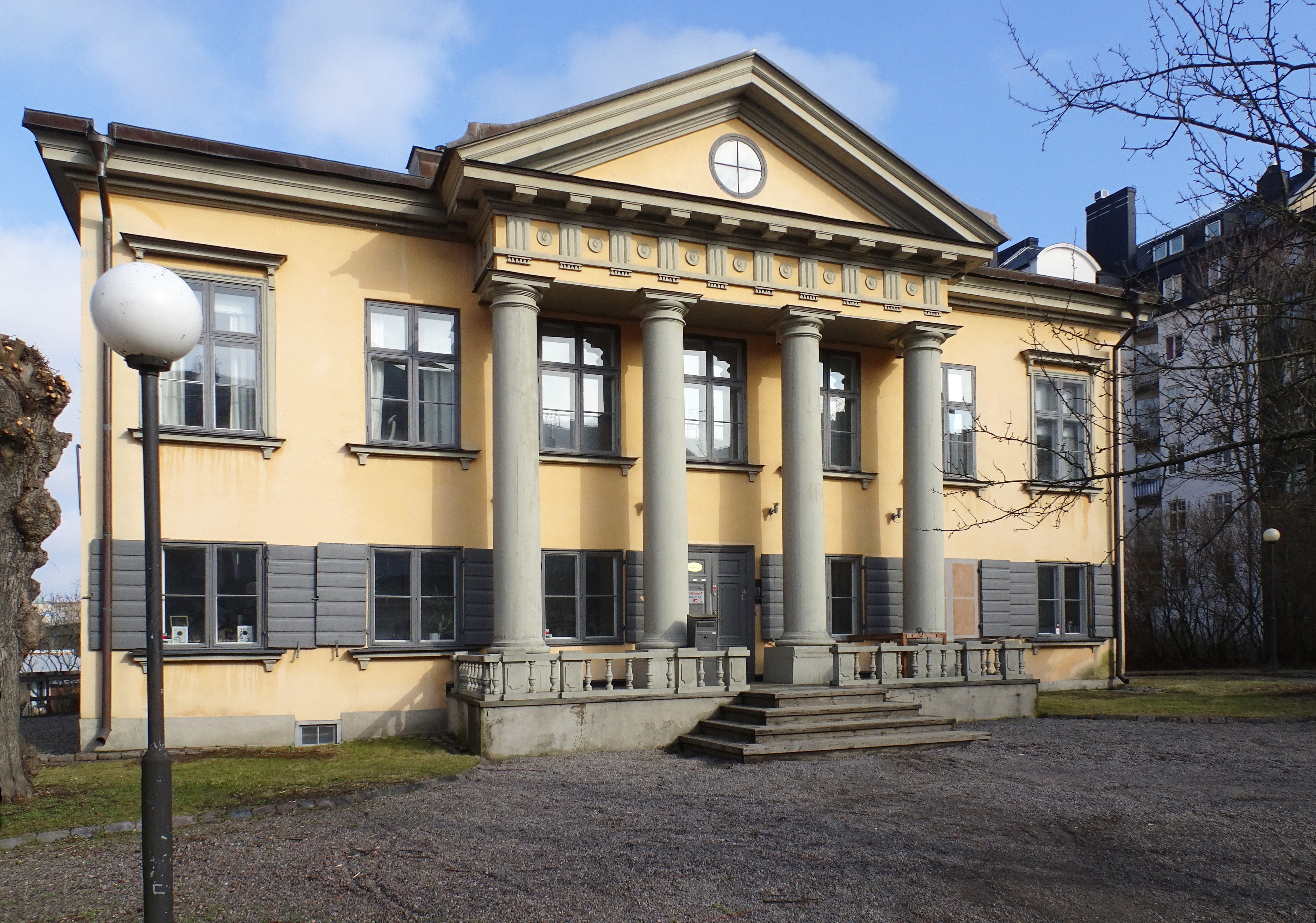
Stora Katrinebergs gård.

Liljeholmsslingan
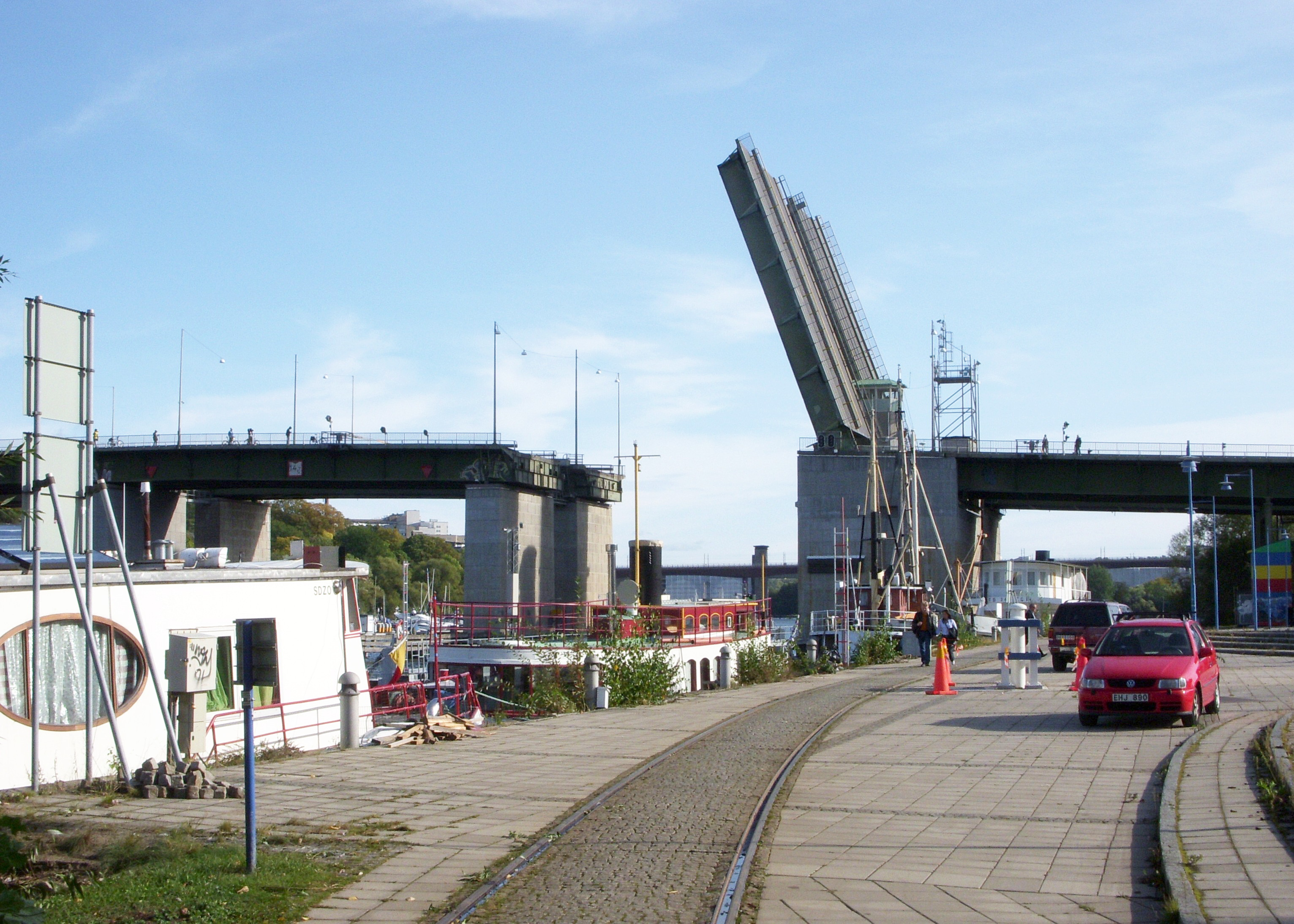
Liljeholmsbron.
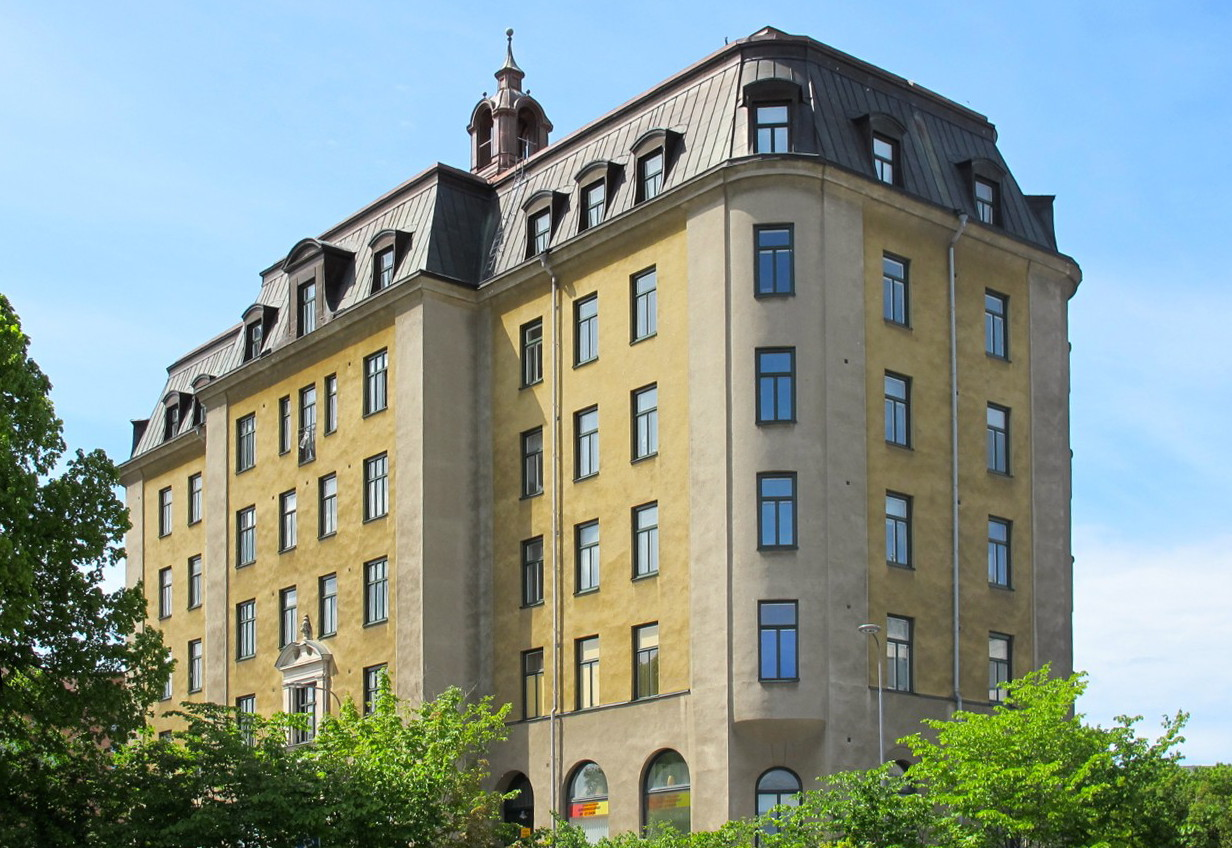
Före detta Liljeholmens municipalhus.
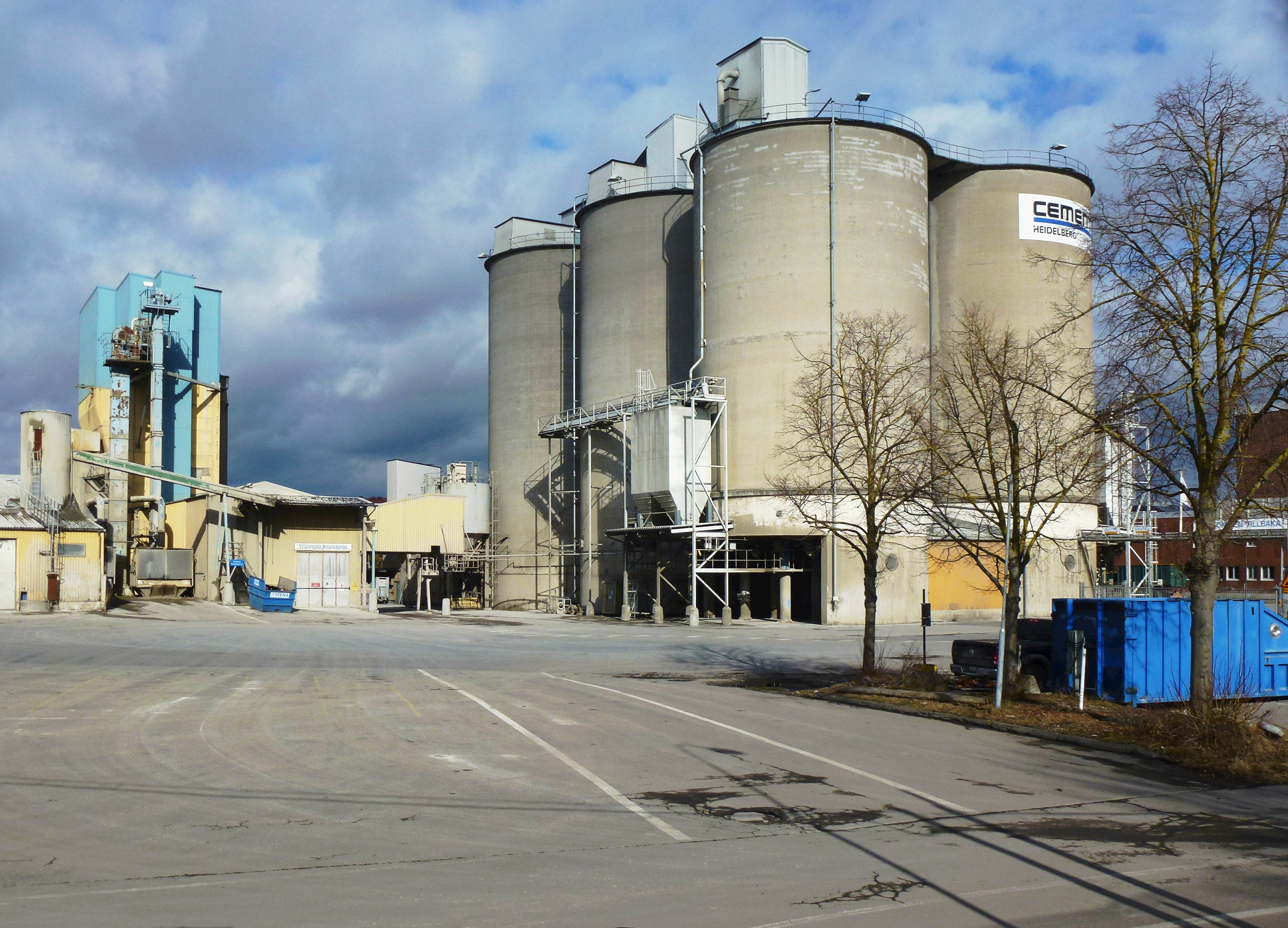
Cementa.
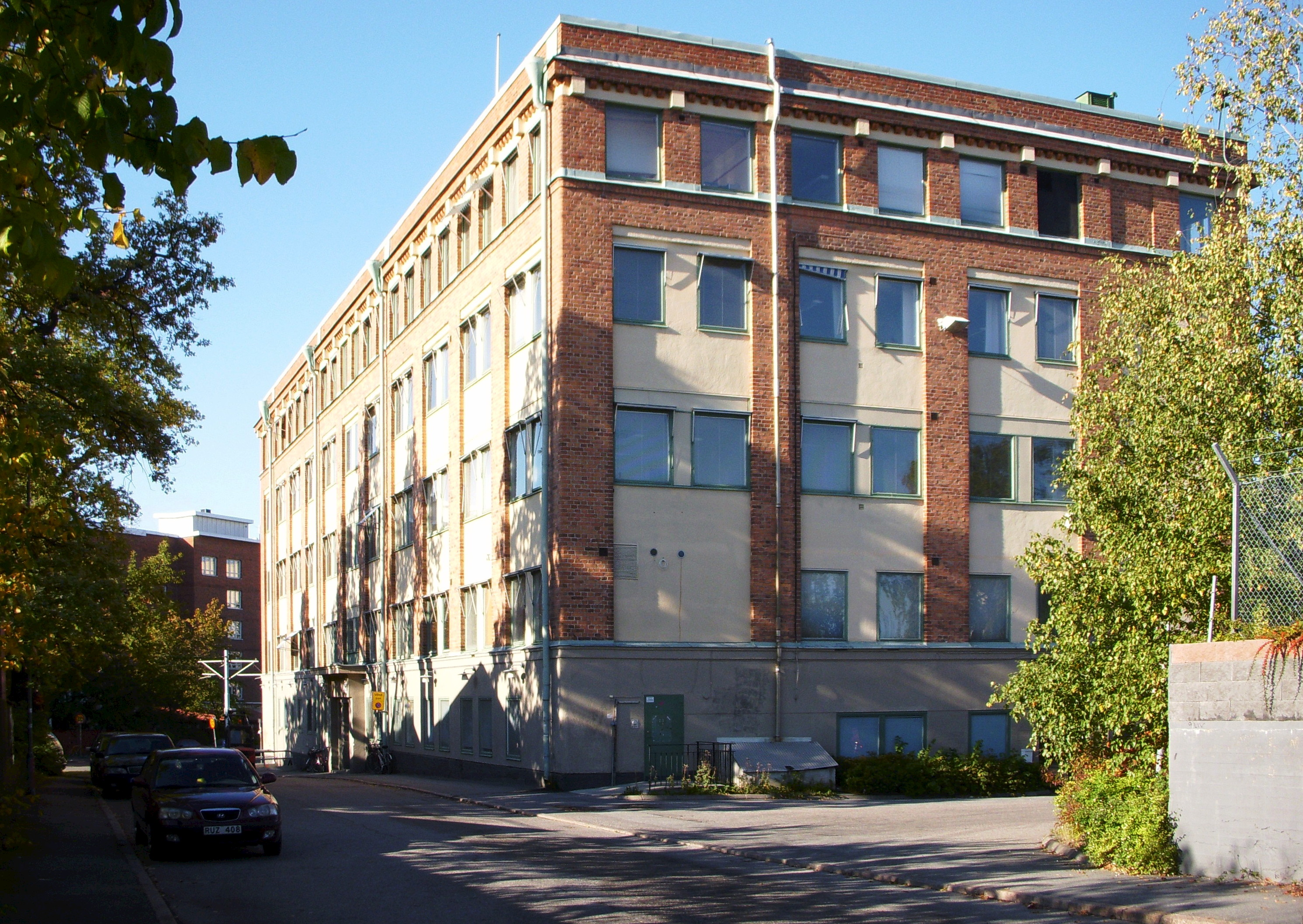
Wilhelm Beckers gamla huvudkontor.

Gröndalsslingan
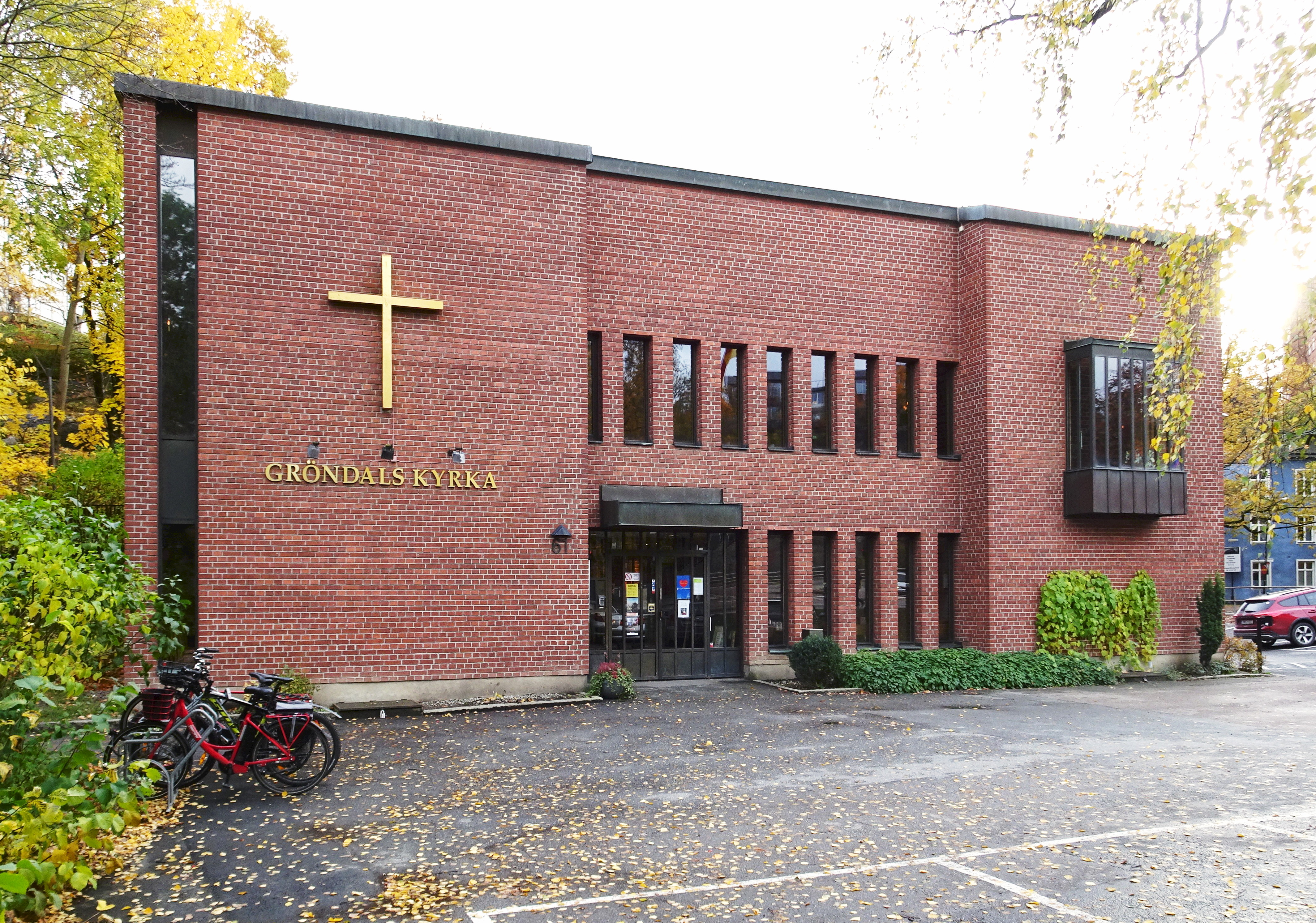
Gröndals kyrka.
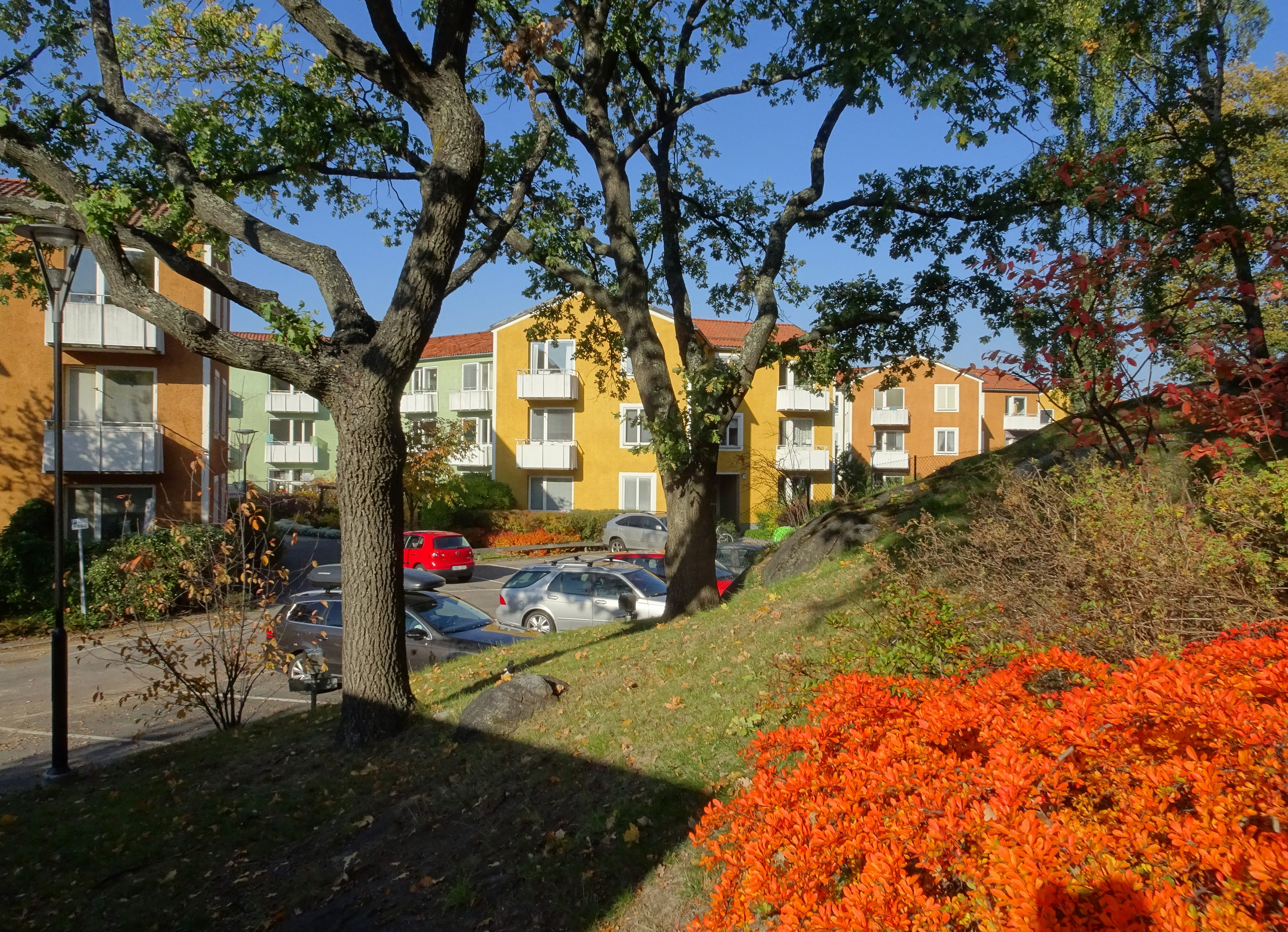
Gröndals Stjärnhus.
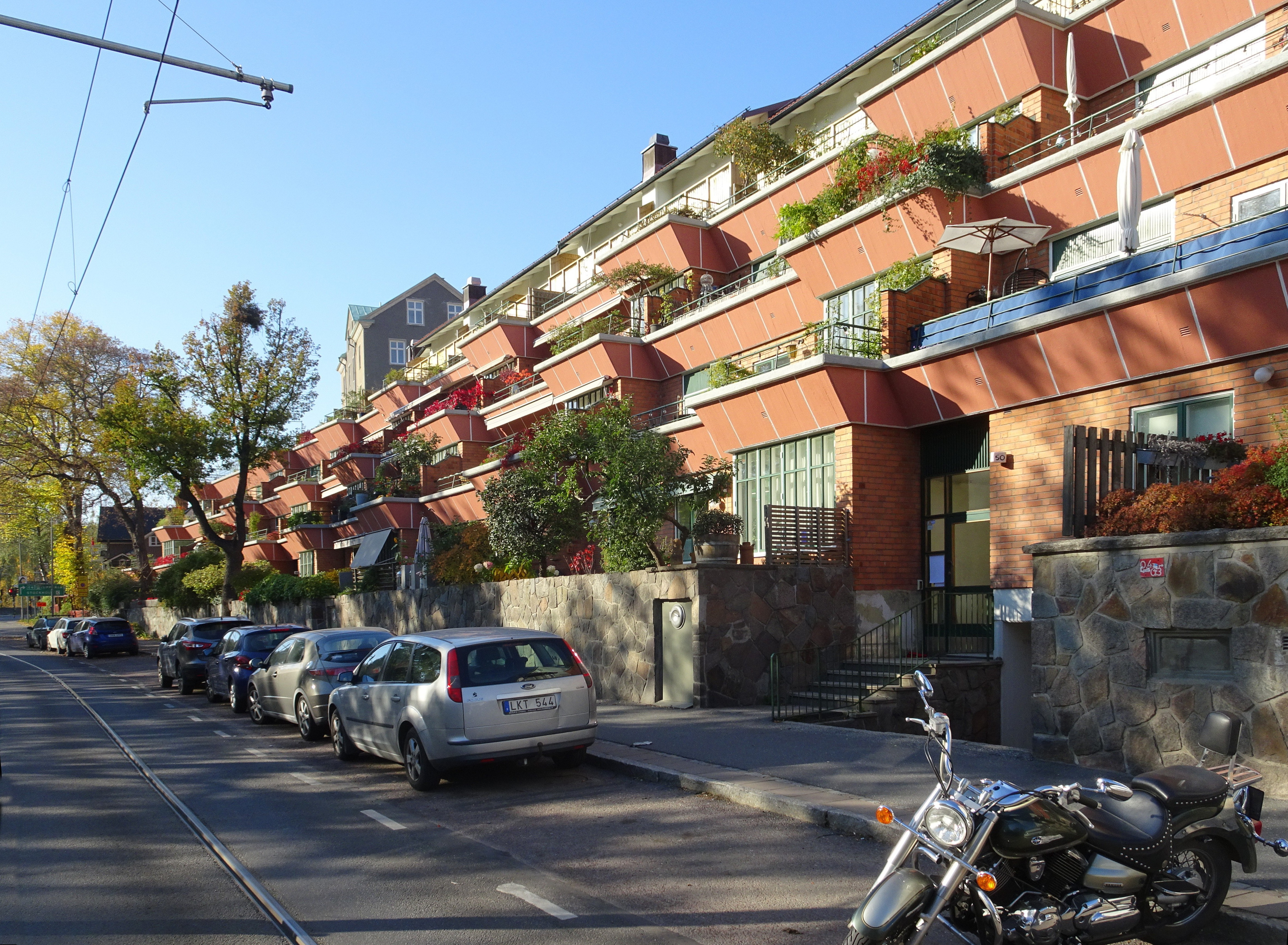
Gröndals terrasshus.
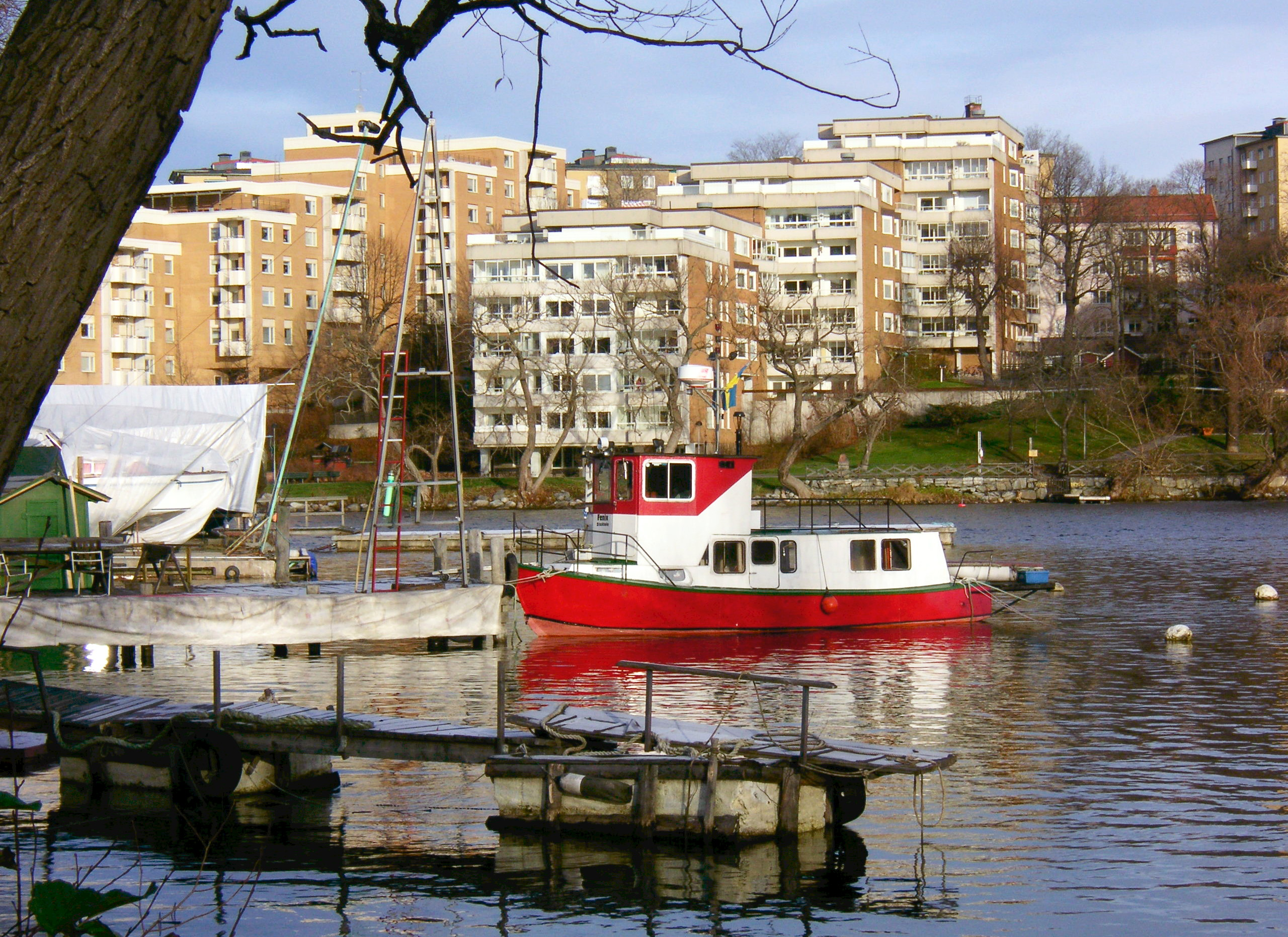
Gröndalshamnen.

Gröndalsslingan
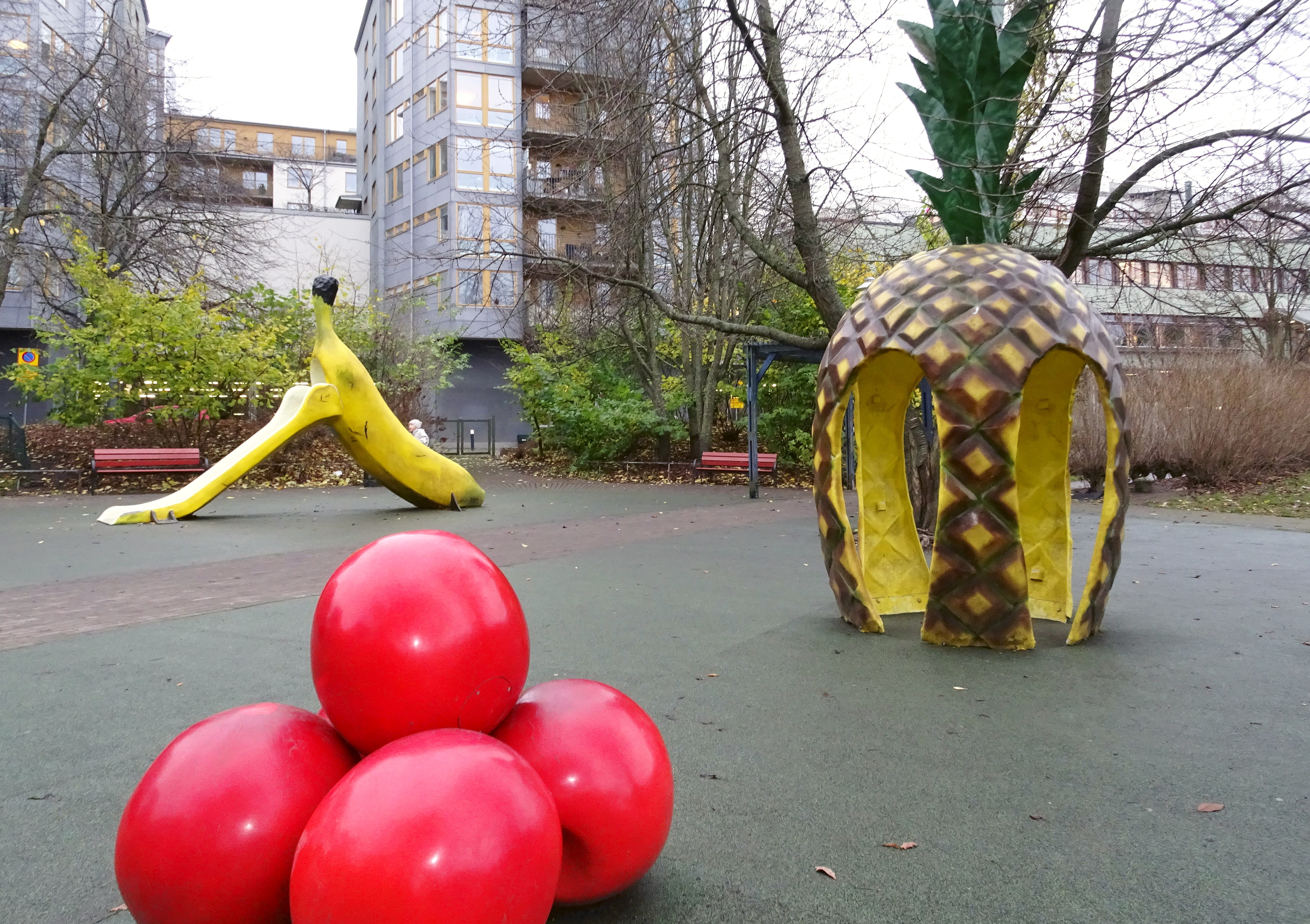
Fruktparken.
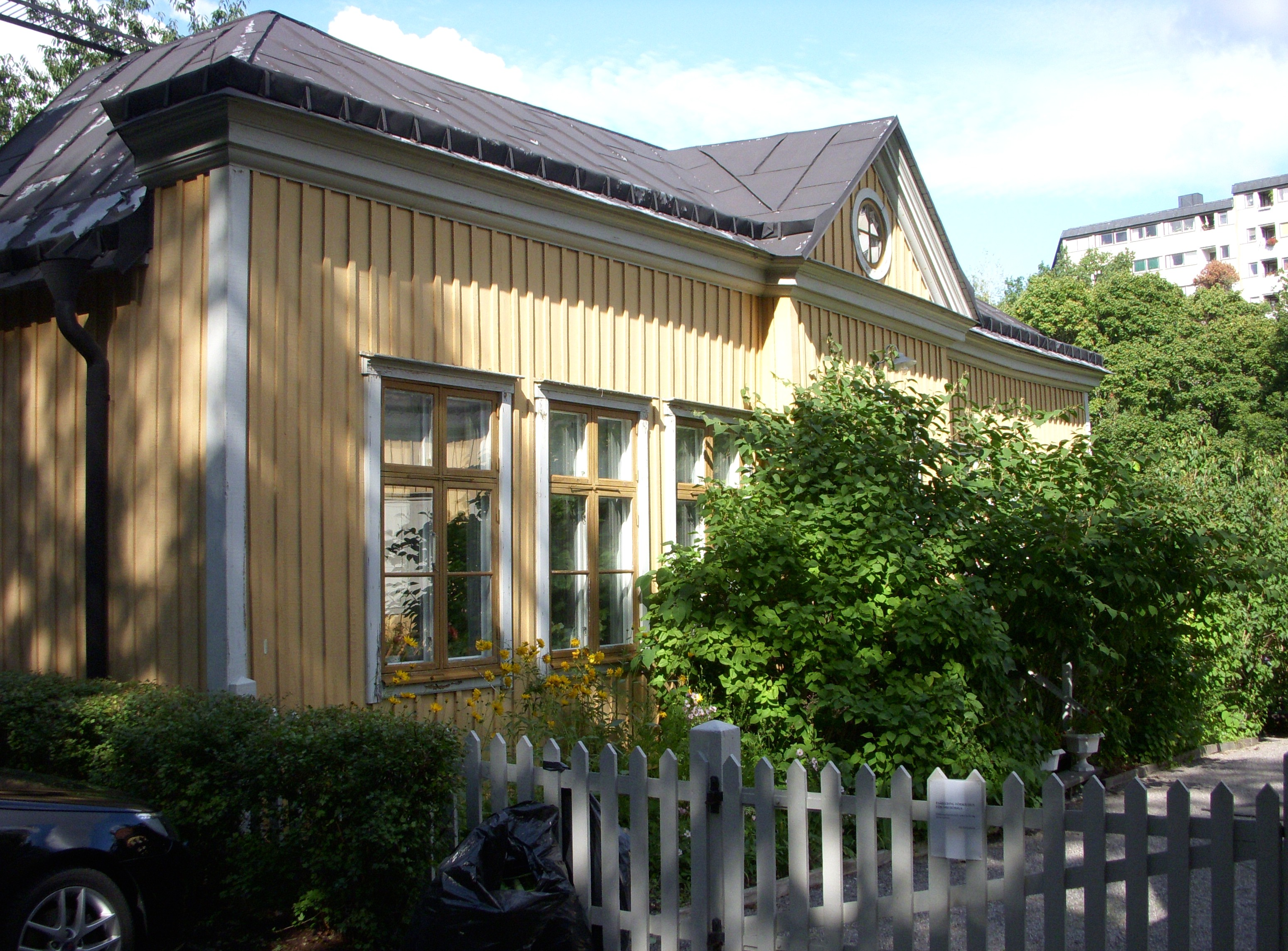
Stora Fågelsången.
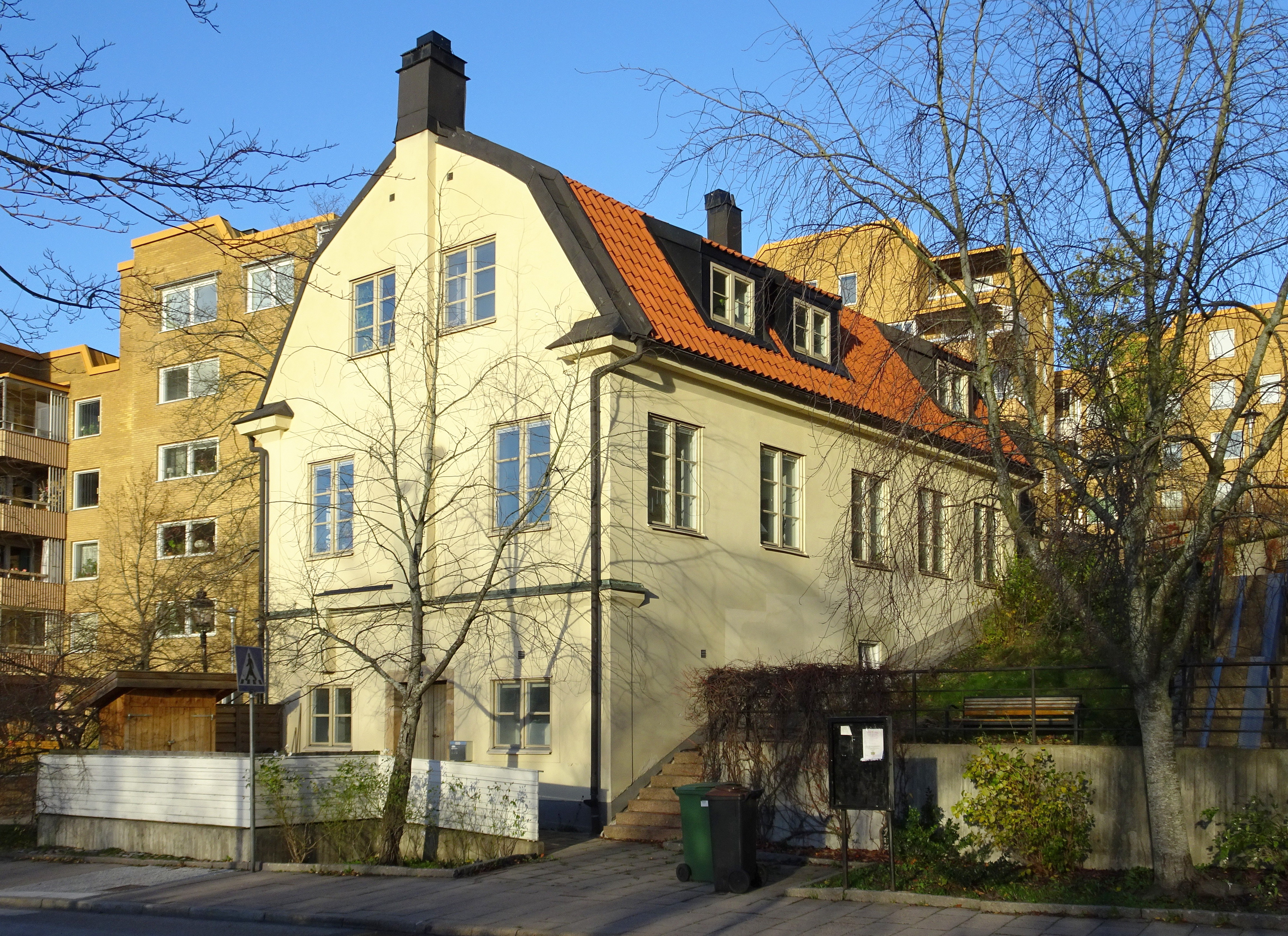
Före detta Ekensbergs värdshus.
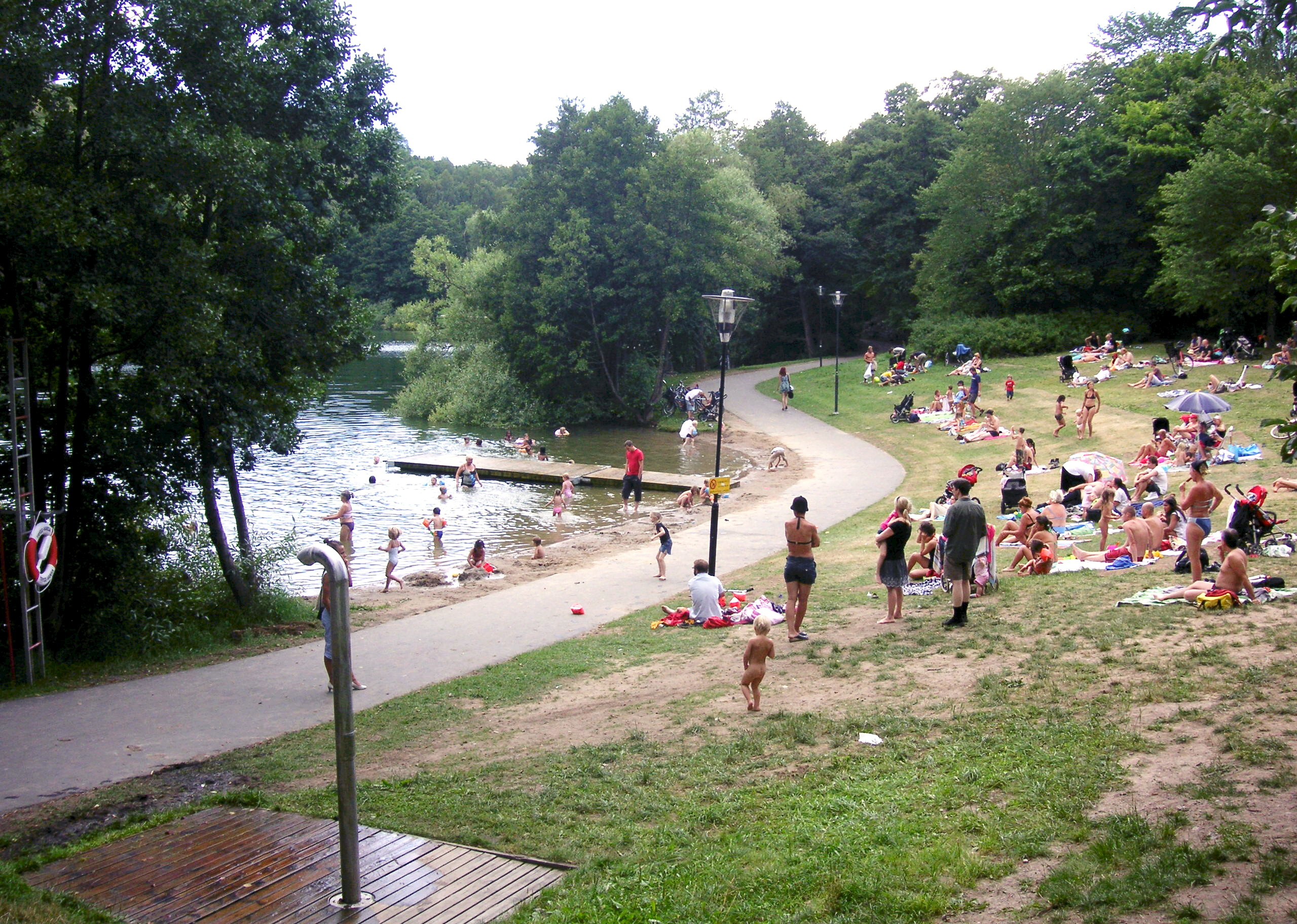
Trekantens badplats.